# Vega
Vega sau α Lyrae (denumire Bayer: alpha Lyrae), cunoscută uneori, în limba română, și cu denumirea de Regina-stelelor, este cea mai strălucitoare stea a constelației Lira, a cincea stea de pe cer ca strălucire și a doua din emisfera celestială nordică, tot ca strălucire. Vega are o magnitudine de 0.03 și se află la o distanta relativ mică de Soare și chiar de Pământ (ținând cont de alte obiecte de pe cer), la 25.31 ani-lumină de Pământ. Împreună cu Arcturus și Sirius face parte din grupa celor mai luminoase stele din vecinătatea Soarelui.
Vega a fost și este o stea foarte cercetată și, după cum spun astronomii, nu mai are mult până ce va primi titlul de cea mai studiată stea după Soare.
Vega a fost steaua Polară a cerului nordic aproximativ în anul 12 000 înainte de Hristos, și va fi din nou prin jurul anului 13,727 după Hristos, când declinația sa va fi de +86°14'.
Acest lucru se datorează faptului că toate stelele se mișcă prin spațiu. De pe Pământ, această schimbare poate fi observată de-a lungul mileniilor. 
Totodată, Vega a fost prima stea în afară de Soarele nostru care a fost fotografiată și căruia i-au fost înregistrate date referitoare la spectrul său și a fost una dintre primele stele a căror distanță a fost estimată prin măsurători ale paralaxei.
Vega are aproximativ o zecime din vârsta Soarelui, dar, întrucât ea este de 2,1 ori mai mare decât Soarele, viața sa se află la jumătate. Vega are o neobișnuită slabă abundență a elementelor chimice, o mare parte a acestora având numărul atomic la fel ca cel al heliului și este o stea variabilă, deoarece magnitudinea sa poate varia periodic.
Aceasta se rotește rapid, cu o viteză de 274 de km/s la Ecuator. Rotirea cu rapiditate a stelei cauzează o umflare la Ecuator, din  cauza forței centrifuge, și, ca urmare, există o variație de temperatură în fotosfera stelei care atinge un maxim la poli. De pe Pământ, Vega se observă pe direcția unuia dintre acești poli.
Conform unei observații în exces a unei emisii cu radiații infraroșu, Vega apare cu un disc circumstelar de praf. Acest disc este probabil rezultatul coliziunii între diferite obiecte în apropierea unei orbite de moloz, care ar putea fi analog centurii Kuiper, din Sistemul Solar.
Stele care prezintă un exces infraroșu din cauza emisiilor de praf sunt denumite stele-ca-Vega.
Nereguli în discul stelei sugerează prezența a cel puțin o planetă orbitală a acesteia , cel mai probabil asemănătoare ca mărime cu planeta Jupiter din Sistemul Solar.

## Istoria observării stelei
Astrofotografii, fotografii care pozează obiectele cerești, au apărut în 1840, când  John William Draper a făcut o poză Lunii, folosind un proces numit în limba engleză procesul daguerreotype, ce ar putea fi tradus prin Tipul Daguerreo. Pe 17 iulie 1850, Vega a devenit prima stea, în afară de Soare, care a fost fotografiată, când William Bond și John Adams Whipple, de la Liceul Observator Harvard, au folosit aceeași metodă, daguerreotype pentru a o poza.
Henry Draper a fotografiat și spectrul stelei 12 ani mai târziu, în august 1872, din greșeală, pozând-o pe Vega; acesta a devenit prima persoană care a putut observa liniile de absorbție din spațiul unei stele. Linii similare au fost identificate de curând în spectrul Soarelui.
În 1879, William Huggins a folosit fotografiile spectrului stelei Vega și a altor stele similare, identificând un set de 12 linii foarte puternice, care erau comune la această categorie stelară.
Distanța până la Vega poate fi calculată măsurând paralaxa acesteia prin diferite procedee. Prima persoană care a publicat date despre paralaxa stelei a fost Friedrich G. W. von Struve, care a anunțat o valoare de 0,125 arcsecunde(0,125″) distanță față de Vega.
Dar, Friedrich Bessel a fost sceptic în privința datelor lui Struve și, când a acesta a publicat paralaxa unei alte stele -anume 61 Cygni-, cu o valoare de 0,314″, Struve a reluat informațiile sale referitoare la paralaxa Vegăi, și a estimat a fi dublă față de vechea valoare.
Luminozitatea unei stele, văzută de pe Terra, este măsurată cu o scară standardizată și logaritmică. Magnitudinea aparentă este o valoare numerică care descrește în timp ce luminozitatea unei stele crește. Astfel, cele mai palide stele vizibile cu ochiul liber au magnitudinea 6, pe când cea mai luminoasă stea, Sirius, are o magnitudine de −1,47.
Pentru a standardiza scara magnitudinii, astronomii au ales-o pe Vega pentru a reprezenta magnitudinea zero pe toate lungimile de undă.
Astfel, pentru o perioadă de mai mulți ani, Vega a fost folosită ca linie de bază pentru calibrarea scării de luminozitate fotometrică absolută. Totuși, nu a rămas mult timp așa; însă, această abordare de a nu mai folosi Vega a fost favorabilă pentru astronomi, deoarece steaua nu este disponibilă pentru calibrare.
În 1983, Vega devine prima stea descoperită se conține un disc de praf orbital.

## Vizibilitate

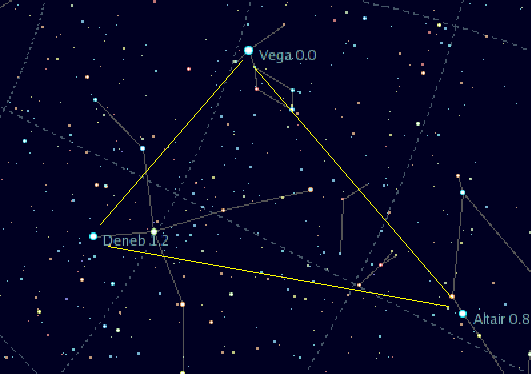
Triunghiul de vară

Vega poate fi observată adesea aproape de zenit în zonele situată în latitudinea de mijloc dintre Ecuator și Polul Nord, în timpul nopților de vară. Bineînțeles, aceasta poate fi văzută aproape în totalitate în Emisfera Nordică, situându-se aproape de limita stelelor circumpolare. În partea sudică a Terrei, ea poate fi văzută foarte palid spre partea de nord, în timpul iernilor din emisfera respectivă. Cu o declinație de +38,78°, Vega poate fi văzută doar la latitudini mai la nord de 51° latitudine sudică. Prin urmare, ea nu poate fi văzută din Antarctica sau din sudul Americii de Sud, la Punta Arenas, din Chile, de pildă (deoarece orașul este situat la 53° latitudine sudică). Mai la nord de 51° latitudine sudică, Vega se mișcă pe cer, rămânând în prejma limitei stelelor circumpolare. În jurul zilei de 1 iulie, Vega ajunge la punctul culminant, la miezul nopții.
Trei stele luminoase prezente pe timp de vară, printre care și Vega, Altair din Aquila și Deneb din Cygnius formează asterismul triunghiul de vară. Acest triunghi are forma unui triunghi dreptunghic, Vega aflându-se în punctul unghiului drept. Triunghiul de vară este foarte ușor de recunoscut în emisfera nordică, deoarece se află printre multe alte stele luminoase și ușor de recunoscut.
Lyridele sunt o ploaie de meteori, care are loc anual între 21 și 22 aprilie. Când un meteoroid intră în atmosfera Pământului cu o viteză foarte mare, el produce o dungă vizibilă de lumină, ceea ce reprezintă vaporizarea meteoroidului. În timpul unei ploi de meteori, o multitudine de meteoroizi sosesc din aceeași direcție, și, din perspectiva unui observator, traseele lor strălucitoare par să radieze dintr-un singur punct din spațiu. În cazul Lyridelor, traseele meteoroizilor radiază din direcția stelei Vega, de aceea mai sunt numite și Alpha Lyride. Cu toate acestea, meteoroizii n-au nimic de a face cu steaua, ci sunt resturi provenite de la cometa C/1861 G1 Thatcher.

## Proprietăți fizice

### General

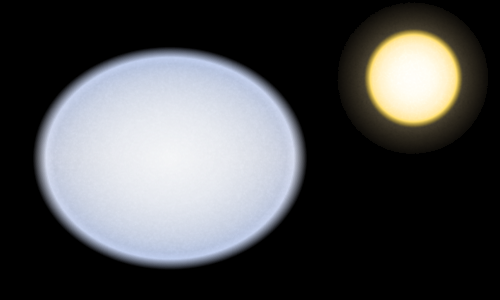
Comparația stelei Vega cu Soarele

Clasa spectrală a Vegăi este A0V, făcând-o o stea de culoare albăstrie. Principalele elemente care fuzionează în această stea sunt hidrogenul și heliul. Vârsta Vegăi este de un miliard de ani, adică o zecime din vârsta Soarelui nostru.

### Rotația
Când raza stelei Vega a fost măsurată cu o mare acuratețe prin intermediul unui interferometru, a rezultat o valoare neașteptat de mare, adică de 2.73 ± 0.01 ori raza Soarelui. Această valoare este mai mare cu 60% față de raza stelei Sirius, în timp ce alte modele stelare ce au fost indicate spun că raza stelei ar trebui să fie doar cu 12% mai mare.
Totuși, această discrepanță poate fi explicată prin faptul că Vega se rotește foarte rapid, iar noi o vedem din direcția polilor ei de rotație, de aceea ea pare a avea o rază mai mare. În plus, observații ale instituției de observare astronomică CHARA Array, din anii 2005 și 2006 au confirmat această deducție.
Polii stelei Vega (axele ei de rotație) nu sunt înclinați la mai mult de cinic grade față de linia de vedere de pe Pământ. Ecuatorul stelei se rotește cu o viteză foarte mare, de 274 km/s (pentru o perioadă de rotație aproximativă cu 12,5 ore), care reprezintă 93% din viteza ce ar putea rupe steaua datorită forței centrifuge.Această rotație rapidă cauzează o umflătură pronunțată la Ecuator, astfel raza Ecuatorului este cu 23% mai mare decât raza polară (raza polară estimată a stelei este de 2.26 ± 0.02 din raza Solară, în timp ce raza ecuatorială este de 2.78 ± 0.02 din raza solară). Deoarece Vega își îndreaptă unul dintre poli spre noi, putem vedea această umflătură, și, tocmai de aceea, au existat erori în calcularea razei ecuatoriale.
Accelerația gravitațională locală la poli este mai mare decât la Ecuator, deci, conform teoremei lui Von Zeipel, luminozitatea locală este mai mare la poli. Acest lucru este văzut ca o variație a temperaturii efective a stelei: temperatura polară aste aproape de 10 000 de Kelvin (aproximativ 9726° Celsius), pe când temperatura ecuatorială este de 7 600 de Kelvin (aproximativ 7326° Celsius). Prin urmare, dacă Vega ar fi văzută din planul ecuatorial, luminozitatea ar fi fost jumătate din cea văzută de la poli și, steaua nu ar fi a cincea cea mai luminoasă de pe cer. 
Această mare diferență între temperatura polară și cea ecuatorială produce un puternic efect de gravitate întunecată

### Abundența elementelor
Astronomii denumesc „metale” elementele cu numărul atomic mai mare decât cel al heliului. Doza de metale din fotosfera stelei Vega este de aproximativ numai 32% din abundența de elemente grele din atmosfera Soarelui. Soarele are o abundență de elemente mai grele ca heliul de ZSol = 0.0172 ± 0.002. Astfel, în ceea ce privește abundența, doar cam 0.54% din Vega sunt elemente mai grele ca heliul.

## Sistemul de planete
Una dintre rezultatele timpurii ale Satelitului Astronomic Infraroșu (IRAS)a fost descoperirea excesului de flux infraroșu venit de pe Vega, în ciuda celor crezute. Excesul a fost măsurat ca având o lungime de undă de 25, 60, și 100 μm și provine din cadrul acestora o rază unghiulară de 10 arc-secunde (10″)centrat în mijlocul stelei. La distanța măsurată a stelei, aceasta corespunde cu o rază actuală de 80 de unități astronomice (UA), unde UA este o medie a razelor orbitelor Pământului în jurul Soarelui.

### Posibilele planete
Vertas

## Etimologie și semnificație culturală

### Vega în ficțiune
Vega apare în multe opere științifice în mare parte și din cauza apropierii dintre Terra și această stea, ceea ce ar putea constitui în viitorul îndepărtat un eventual punct pentru a înmulți rasa umană.
- Nebuloasa din Andromeda, de Ivan Antonovici Efremov